# Dagmar Doubravová
Dagmar Doubravová (* 9. ledna 1967, Benešov) je občanská aktivistka, zakladatelka Rubikon Centra, Ashoka fellow.

## Aktivismus
Mgr. Dagmar Doubravová založila v roce 1994 s dalšími studenty katedry sociální práce FF UK dobrovolnickou iniciativu za účelem zavést v ČR alternativní tresty. V současnosti je ředitelkou Rubikon Centra z.ú., neziskové organizace se sídlem v Praze a pobočkami v Ostravě, na Kladně a v Karlovarském kraji.

## Poslání
Rubicon Centrum podporuje lidi, kteří chtějí překročit trestní minulost v získání práce, řešení dluhů a odpovědnosti vůči sobě, rodině, okolí. Spolupracují s klíčovými aktéry, zavádějí účinná řešení a pomáhají utvářet společnost, která umí dát šanci na nový začátek.

### Linka spolupráce
Rubicon Centrum iniciovalo vznik Asociace organizací v oblastí vězeňství – AOOV a je jejím spoluzakladatelem.

### Kotlaska
V červnu 2017 otevřelo Rubikon Centrum vedené Dagmar Doubravovou Komunitní centrum a zahradu Kotlaska, prostor pro městské zahradničení, kulturní, společenské a vzdělávací aktivity, tréninkové místo pro lidi s trestní minulostí.

### Yellow Ribbon Run
Jde o Běh se žlutou stužkou spoluorganizovaný Vězeňskou službou ČR, Probační a mediační službou a Rubikon Centrem, inspirovaný Yellow Ribbon Prison Run probíhající od roku 2008 v Singapuru. Smyslem je osvěta prostřednictvím běhu s heslem „Uteč předsudkům“, která pomáhá změnit pohled společnosti na bývalé vězně.

## Ocenění RC a Dagmar Doubravové
- 2015: RegioStars Awards – finalisté soutěže[8]
- 2015: Národní cena kariérového poradenství za Pohovory nanečisto
- 2015: Ashoka Fellowship pro Dagmaru Doubravovou
- 2013: 1. místo v soutěži Národní cena kariérového poradenství za koncept Pracovní agentury RUBIKON
- 2009: Křišťálová váha spravedlnosti (Crystal Scales of Justice Award) za Romský mentoring
- 2000: International Community Justice Award za podíl na zavedení probace a mediace v ČR